# Филдс, Седрик
Седрик-Сильвестр Филдс — профессиональный американский боксёр джорнимен, выступавший в супертяжёлой весовой категории.

## Профессиональная боксёрская карьера
С самого начала своей профессиональной боксёрской карьеры, Седрик выходил на ринг против опытных и сильных боксёров.
В марте 2000 году проиграл нокаутом Олегу Маскаеву, а в апреле этого же года победил Шэннона Бриггса.
Затем проиграл по очкам Джамилю Макклайну, а после в довольно конкурентном бою близким раздельным решением уступил бывшему чемпиону, Оливеру Макколу.
В 2001 году проиграл Сергею Ляховичу.
В августе 2002 года победил бывшего чемпиона, Альфреда Коула.
Затем проиграл Деррику Джефферсону.
В 2003 году проиграл немцу, Луану Красничи, и раздельным решением проиграл Рэю Остину.
В 2003 году в повторном бою снова проиграл Олегу Маскаеву.
В 2004 году проиграл Ларри Дональду, и дважды проиграл Руслану Чагаеву.
В 2005 году проиграл Таю Филдсу, свёл вничью бой с Дэнни Уильямсом.
В 2006 году проиграл нокаутом американцу, Крису Арреоле.
В 2007 году проиграл бывшему чемпиону, Майклу Муреру.
В 2007 году проиграл по очкам Малику Скотту и Карлу Дэвису Драмонду.
В 2008 году провёл свой последний поединок, в котором проиграл россиянину, Александру Устинову.